# شش‌پره‌ای برنزه
شش‌پره‌ای برنزه (نام علمی: Parotia carolae berlepschi) نام یک گونه از سرده شش‌پره‌ای است.